# Exciter (Radar)
In modernen Radargeräten wird als Exciter die Baugruppe bezeichnet, welche die fertige Impulsform und Sendefrequenz für den Sender oder die aktive Antenne erzeugt.

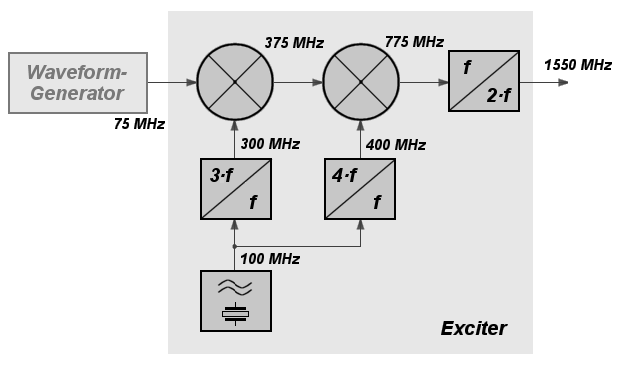
Blockschaltbild eines Exciters für ein D-Band-Radar

In einem Waveform-Generator wird die Impulsform auf Zwischenfrequenz-Ebene, also auf einer Frequenz im Bereich von 30 bis 75 MHz, erzeugt. Mit diesem Grundimpuls wird eine Hochfrequenz moduliert, die meist nur auf einem Bruchteil der endgültigen Sendefrequenz liegt. Der Exciter enthält einen Muttergenerator, welcher quarzstabilisiert oder dessen Grundfrequenz sogar aus einem Zeitnormal der GPS-Satelliten abgeleitet wird. Diese Grundfrequenz wird mehrfach vervielfacht und so entstehen mehrere Frequenzen, die aber immer noch weit unterhalb der geforderten Sendefrequenz liegen.
Eine dieser Frequenzen wird nun mit der Waveform aus dem Waveform-Generator moduliert und enthält nun die zu sendende Impulsform. In einem oder mehreren Aufwärtsmischern wird aus den vervielfachten Frequenzen die endgültige Sendefrequenz in ihrer kompletten Impulsform erzeugt. Alternativ zu einem Frequenzvervielfacher kann auch ein VFO oder ein DCO eine durch eine Spannung oder ein Datenwort geregelte variable Frequenz erzeugen und somit die Sendefrequenz über einen weiten Bereich variabel gestalten.
Der Exciter befindet sich meist schon in der Antennenplattform. Das hat den Vorteil, dass durch die Slipring-Unit nur ein niederfrequentes Signal geleitet werden muss. Die durch den Exciter erzeugte Hochfrequenz in noch geringer Leistung wird vorverstärkt und zur Antenne geleitet. Dort wird durch einen oder mehrere Hochleistungsverstärker die Sendeleistung erbracht oder phasengleich alle Elemente der aktiven Antenne gespeist.
Parallel dazu werden mit den Frequenzen eine oder zwei Referenzfrequenzen erzeugt, welche in den Empfängern zur Speisung der Abwärtsmischer dienen. Die Abwärtsmischung auf dem Empfangsweg geschieht ebenfalls noch in der Antennenplattform, damit auch die Echosignale auf der relativ unkritischen Zwischenfrequenz-Ebene die Slipring-Unit passieren können. 